# Afrectopius meruensis
Afrectopius meruensis är en stekelart som beskrevs av Heinrich 1967. Afrectopius meruensis ingår i släktet Afrectopius och familjen brokparasitsteklar. Inga underarter finns listade i Catalogue of Life.